# アナン学園高等学校
アナン学園高等学校（あなんがくえんこうとうがっこう）は、大阪府東大阪市に所在する私立高等学校。学校法人アナン学園が運営する。

## 概要
1937年開校の樟蔭東高等女学校を源流とする私立高等学校である。現校名の「アナン」は釈迦の十大弟子の一人である阿難にちなみ、教師と生徒がともに成長、進化していく教育の場を目指すとしている。
校訓は「感謝の気持ちを忘れず、相手の立場に立って考えられる、何事にも礼儀を守り、社会に貢献する人間の育成」。これに伴い情操教育やマナー教養にも力を入れている。マナー教養では、小笠原流礼法を1年間学び花樟伝に向けて勉強をしている。その他にも秘書検定3級の合格を目指し勉強に取り組んでいる。
長らく普通科のみであったが、2010年代より普通科総合選択制への改編、普通科への再編やコース制の導入、衛生看護科（のちに専攻科を設置して5年制の看護科へ改編）、調理科の設置などの改編がおこなわれている。
看護科は5年一貫教育（本科3年・専攻科2年）での看護師養成を実施する。自校での5年一貫教育での看護師養成をおこなう高等学校看護科は、大阪府では初めての設置であり、また府内唯一でもある。
調理科は卒業時に調理師資格を取得できる大阪府下の私立高等学校で初の学科である。

## 沿革
伊賀駒吉郎が1937年、樟蔭東高等女学校を設立したのが、学校の始まりとなっている。
伊賀は近隣にある樟蔭高等女学校（現在の樟蔭中学校・高等学校）の初代校長を務めた経緯があり、また樟蔭東高等女学校設置時には樟蔭学園設立者の森平蔵からの支援を受けたという歴史的経緯から、開校当初から樟蔭東高等学校時代の2010年代初頭までは制服が酷似していたなどの状況があった。しかし学校運営としては、1955年前後までは交流があったものの、その後森平蔵が死去してからは経営上・人事上の関係はなくなったという。

### 不適切融資問題・学校改称へ
同学園が、顧問で東北文化学園大学理事長の小山昭夫に対し、4億円を超える短期融資を行い、返済されず焦げ付いて回収不能の恐れが出ていることが、2011年8月に発覚した。2007年に小山が同学園に資金援助を行ったが、その際、事実上、理事の人事権を小山に掌握され、融資の要求に逆らえなくなったという。
また、2011年12月に小山は、自身への融資の担保となった山林の所有権について、自身から学園へ移転する引き換えに、借金を帳消しにする内容の代物弁済を提案。国や大阪府は、現金での回収を同学園に指導したが、学園側はこれに従わず、小山の提案に応じた。
しかし山林には融資額を大きく下回る価値しかなかったため、学園の元理事長が背任容疑で小山と前理事長の高橋努を刑事告発。2013年3月に大阪地検特捜部に逮捕され、それぞれ執行猶予付きの有罪判決を言い渡された。
これら一連の事案を受け、文部科学省は、同学園への処分に向け、同学園に対し学校法人運営調査委員を派遣する事態となった。
この事案の影響で、樟蔭東学園は、事件後は志願者が低迷するなどして不安定な学校運営を強いられた。事案を打開し負のイメージを払拭することもひとつの理由にして、2015年9月に学校法人名を「学校法人アナン学園」・学校名を「アナン学園高等学校」に改称することを決めた。改称は2015年10月1日付で実施された。

### 年表
- 1936年 - 樟蔭東高等女学校、設置認可
- 1937年 - 樟蔭東高等女学校、開校
- 1947年 - 新制中学校の樟蔭東中学校が開校
- 1948年 - 樟蔭東高等女学校を新制高等学校の樟蔭東高等学校に改組
- 2003年 - 高等学校普通科に総合選択制を導入。中学校で「樟蔭東版挑戦プログラム」を実施
- 2005年 - 普通科に保育選択を導入
- 2007年 - 普通科に看護医療選択を導入
- 2009年 - 衛生看護科（男女共学）を開設
- 2010年 - 高等学校普通科の総合選択制を普通科に改編。高等学校普通科、中学校を男女共学化
- 2012年 - 樟蔭東中学校募集停止。高等学校普通科募集せず
- 2014年 - 樟蔭東中学校廃止[9]。
- 2015年10月1日 - アナン学園高等学校に改称。
- 2017年 - 調理科、普通科にミュージカルコースを開設。衛生看護科を看護科に改組。
- 2018年 - 普通科に醸造コースを開設。
- 2022年 - 普通科募集停止。
- 2024年 - 普通科廃止。

## 部活動
バスケットボール部は、全国高等学校総合体育大会（インターハイ）で5度、全国高等学校バスケットボール選抜優勝大会（ウィンターカップ）で3度優勝している。中学女子バスケットボール部は2005年に全国中学校バスケットボール大会で準優勝。

## 主な出身者

### 芸術・文化・芸能
- 叶美香（タレント：叶姉妹の妹）
- Tama（歌手：元Hysteric Blue） - 中学卒
- 渡辺たかね（タレント・料理研究家）
- 桂二葉（落語家）

### スポーツ
- 中村藍子（テニス選手）
- 松尾静香（バドミントン選手）※中学のみ
- 日高萌（バレーボール選手）
- 小鍜治歩（女子ラグビー選手）
- 新居里江子（女子ラグビー選手）

#### バスケットボール
- 薮内夏美（日本女子代表チーム：ヘッドコーチ）※日本代表
- 福井美恵子 - 日本代表
- 近石香緒里 - 日本代表
- 森井智恵 - ユニバーシアード日本代表
- 柳本聡子 - 日本代表
- 稲本聡子

## 交通
- 近鉄奈良線 八戸ノ里駅 南東へ約1.4km。